# Alicja Bachleda-Curuś
Alicja Bachleda-Curuś, née le 12 mai 1983 à Tampico au Mexique, est une actrice et chanteuse polonaise.

## Biographie

### Enfance à succès
Elle est née à Tampico, au Mexique, où son père était géologue. Elle est issue d'une famille de propriétaires terriens, son oncle, longtemps bourgmestre de Zakopane, figure parmi les plus grandes fortunes polonaises. Elle a effectué sa scolarité secondaire à Cracovie où elle a étudié notamment les langues (elle parle allemand, anglais, français et espagnol). Elle aime danser, chanter et elle prend des leçons de piano. Elle est lauréate de plusieurs festivals de chansons pour enfants.
En 1995, dans l'émission télé Tęczowy Music Box, elle est élue « soliste la plus douée ». Alicja enregistre plusieurs disques et deux cassettes. Elle signe un contrat avec Universal pour éditer un disque avec des chansons écrites spécialement pour elle. Elle débute aussi sur scène en jouant dans le spectacle Pilot i Książę au théâtre Groteska.
À la télévision, elle débute dans le film de Mikołaj Grabowski intitulé Zwierzoczłekoupiór, ensuite elle joue dans un autre film, Les Travaux de Sisyphe, un film réalisé par Paweł Komorowski.
Le 15 mai 1999, Alicja a 15 ans et elle participe au casting pour le rôle de Zosia Horeszkówna dans Pan Tadeusz - Quand Napoléon traversait le Niémen réalisé par Andrzej Wajda accompagnée de Michał Żebrowski et elle est choisie parmi des centaines de filles de toute la Pologne.
Alicja a réussi avec succès de lier le travail sur les plateaux de tournage et le travail scolaire. Elle reçoit en juin 1998 une récompense de la ville de Cracovie pour ses résultats scolaires.
Après Pan Tadeusz, elle joue dans le film Wrota Europy (Le Portail de l'Europe) réalisé par Jerzy Wójcik.

### Star de la chanson

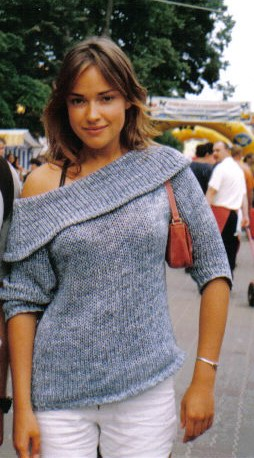
Alicja Bachleda-Curuś à Cracovie.

Après l'énorme succès en 2000 de son single Marzyć chcę (Je veux rêver), Alicja est de retour sur la scène musicale polonaise. Elle a sorti le 22 octobre 2001 son nouvel album Klimat.
Dès le 17 février 2002, Alicja joue dans la plus populaire série télévisée polonaise Na dobre i na złe. Elle joue le rôle d'Ania, une étudiante en première année de médecine.
En mars 2002, Alicja sort son nouveau single Nie pytaj, nie pytaj mnie extrait de l'album Klimat.

### Carrière internationale
À l'âge de 19 ans, elle part aux États-Unis pour prendre des cours de théâtre au Lee Strasberg Theater Institute de New York puis à Los Angeles.
Le 6 juin 2002, en Allemagne, sort le film  de Michael Gutmann Herz im Kopf où, dans le rôle principal, Alicja joue le rôle d'une Polonaise de Cracovie qui vient chercher du travail en Allemagne. Elle est accompagnée du jeune acteur allemand Tom Schilling.
Pour le clip de promotion du film, Alicja chante également Ich verlier mich gern in Dir. C'est la première fois qu'elle chante en allemand.
Le 12 mai 2008, elle devient citoyenne d'honneur de la ville de Tampico, sa ville natale.		 

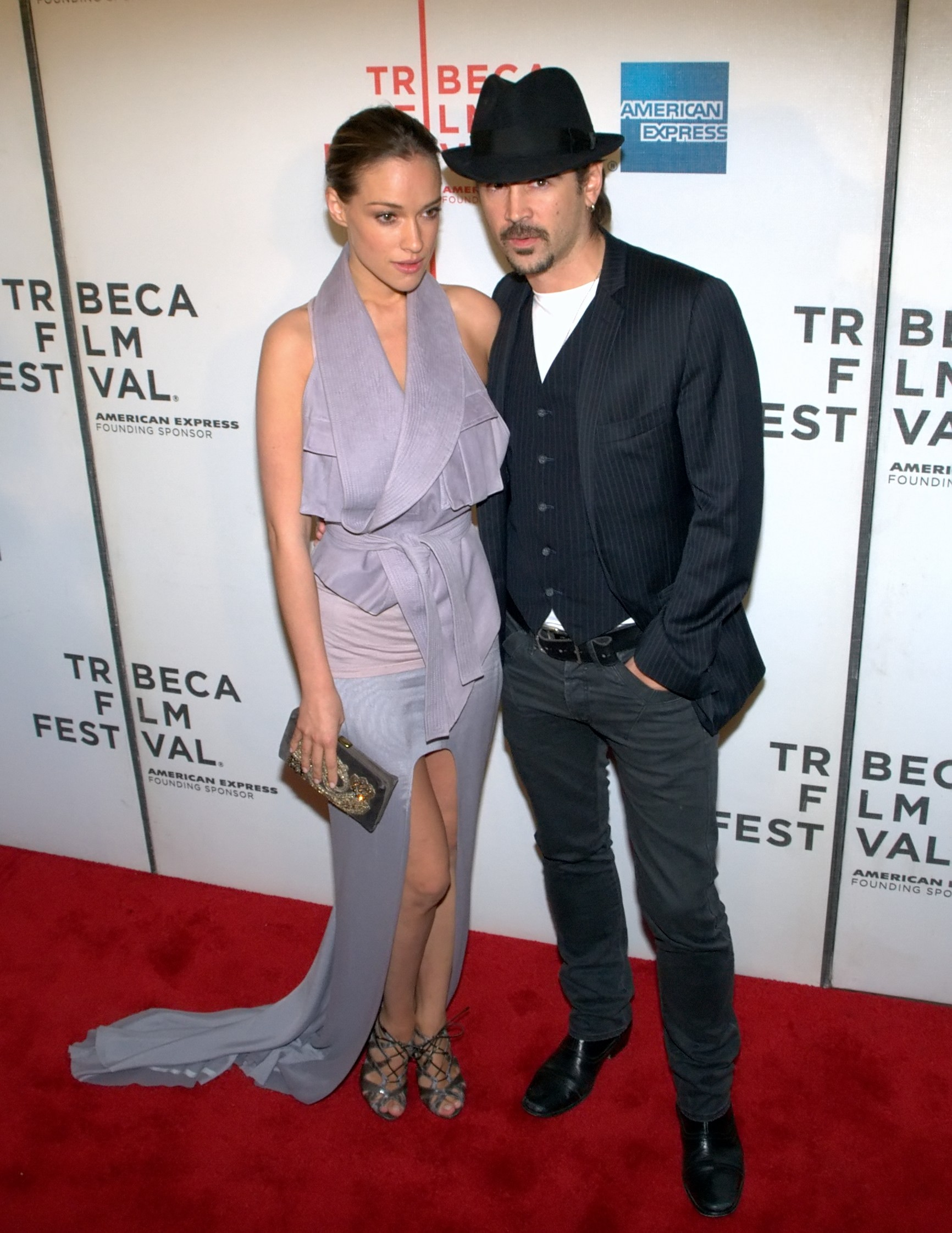
Alicja Bachleda-Curuś et Colin Farrell à la première de Ondine au festival Tribeca 2010.

En 2008, Alicja tourne Ondine en Irlande, au côté de Colin Farrell, un film réalisé par Neil Jordan qui l'a choisie pour le rôle d'Ondine, tenant absolument à ce que ce personnage soit interprété par une inconnue ou peu connue du grand public. À l'écran comme dans la vie, Colin Farrell tombe sous le charme de la sirène polonaise, pendant le tournage du film. De cette relation avec Colin Farrell, Alicja donne naissance à un garçon prénommé Henry Tadeusz Farrell, le 7 octobre 2009. Elle et Colin Farrell sont séparés depuis octobre 2010.

## Distinctions
- 23e festival du film de Boston : Meilleure actrice pour The Trade (2007)
- Festival de Puerto Vallarta : Meilleure actrice pour The Trade (2007)
- Festival des chants de Noël de Będzin (1998)
- Festival de la chanson anglaise Eurosong à Cracovie (1997)
- Concours de la poésie chantée à Cracovie (1997)
- Festival de Tuchola (1996)
- Festival de Częstochowa (1994)
- Festival de Cracovie (1994)

## Filmographie
- 1999 : Pan Tadeusz : Quand Napoléon traversait le Niémen (d'Andrzej Wajda) : Zosia Horeszkówna
- 2004 : Le Sang des Templiers (de Florian Baxmeyer) : Stella
- 2005 : Summer Storm (de Marco Kreuzpaintner) : Anke
- 2007 : Trade - Les Trafiquants de l'ombre (de Marco Kreuzpaintner) : Veronika
- 2007 : Comme des voleurs (à l'Est) (de Lionel Baier) : Ewa, la Polonaise
- 2008 : Miss Yvonne : Zoey
- 2009 : Ondine (de Neil Jordan) : Ondine
- 2010 : Friendship! (de Markus Goller) : Zoey
- 2011 : The Girl is in Trouble (de Julius Onah) : Signe
- 2012 : 11 settembre 1683 (aussi The Day of the Siege: September Eleven 1683, September Eleven 1683, Le Siège de Vienne}) de Renzo Martinelli : la duchesse Éléonore de Lorraine
- 2014 : The Absinthe Drinkers (en) (série télé) : Artemisia von Rach
- 2014 : The American Side : Nikki Meeker
- 2015 : The Girl Is in Trouble : Signa
- 2015 : Edge (téléfilm) : Pilar
- 2015 : Breathe (court métrage) : Ania Kardel
- 2015 : Polaris : Baran
- 2016 : 7 rzeczy, których nie wiecie o facetach (7 choses que vous ne savez pas sur les mecs) de Kinga Lewińska : Basia
- 2016 : Pitbull. Niebezpieczne kobiety (Pitbull. Femmes dangereuses) de Patryk Vega : “Drabina”
- 2017 : Wolfenstein II: The New Colossus (jeu vidéo) : la voix d'Ania Oliwa
- 2019 : Wolfenstein: Youngblood (jeu vidéo) : la voix d'Ania Oliwa

## Discographie
- Klimat (2001)
- Nie załamuj się (1996)
- Sympatyczne sny (1991)